# جلجامش في المناطق النائية
جلجامش في المناطق النائية (بالإنجليزية: Gilgamesh in the Outback)‏ هي رواية خيال علمي للكاتب الأمريكي روبرت سيلفربيرغ، تتمة روايته جلجامش الملك فضلاً عن قصة في سلسلة العالم المشترك أبطال في الجحيم. فازت بجائزة هيوغو لأفضل رواية في عام 1987، كما تم ترشيحها لجائزة نيبولا لأفضل رواية في عام 1986. نشرت أصلاً في اسيموف الخيال العلمي, ثم طبعت في ثوار في الجحيم قبل أن يتم دمجها في رواية سلفربيرغ إلى أرض الأحياء. كتاب الحياة الحقيقية روبرت هوارد وهوارد فيليبس لافكرافت ميزه كأحد الشخصيات في الرواية.
كتب روبرت سيلفربيرغ أنه «انجذب إلى» كتابة قصة لمشروع «أبطال في الجحيم». بينما تذكر أن المفهوم المركزي للسلسلة «لم يشرح أبداً بشكل واضح»، فقد أشار إلى تشابه «أبطال في الجحيم» مع عمل فيرو خوزيه فارمر ريفر وورلد، وقررت «بدأ الشكل الخاص بي على ما قام به المزارع قبل بضعة عقود». بعد كتابة «جلجامش في المناطق النائية»، قرر بما أن القصة «كانت ممتعة للغاية»، كتابة تتمتين: «سحر الرجس» و «جلجامش في أوروك». في كتابة تلك القصص، ذكر سيلفربيرج، بأنه «لم يقرأ أبداً الكثير من قصص» أبطال في الجحيم «الأخرى»، ولم يكن لديه «أي فكرة» عن مدى إتساق عمله مع عمل «المتعاونين المفترضين». وبدلاً من ذلك، «فقد ذهب بطريقته الخاصة... فقط مع الروابط الأكثر عرضية لما اخترعه الآخرون.»
قام سيلفربيرغ بتجميع القصص الثلاثة كـ «إلى أرض الأحياء»، ومراجعة القصص لإزالة أي إشارات إلى مساهمات الكتّاب الآخرين في «أبطال الجحيم» لتجنب قضايا حقوق النشر. نشرت إلى أرض الأحياء في السوق البريطانية في عام 1989 وأعيد طبعها في الطبعة الأمريكية في عام 1990.